# Judgment Day (2005)
Judgment Day (2005) foi o sétimo evento pay-per-view (PPV) de luta livre profissional do Judgment Day produzido pela World Wrestling Entertainment (WWE). Foi realizado exclusivamente para lutadores da divisão da marca SmackDown!. O evento aconteceu em 22 de maio de 2005, no Target Center em Minneapolis, Minnesota.
O evento principal foi uma luta "I Quit" com dois lutadores lutando até que um declarasse "I Quit". O Campeão da WWE John Cena derrotou John "Bradshaw" Layfield (JBL) para manter o campeonato. Duas lutas em destaque foram agendadas na eliminatória. Nas respectivas lutas de wrestling padrão, Rey Mysterio derrotou Eddie Guerrero por desqualificação e Booker T derrotou Kurt Angle.
O Judgment Day arrecadou mais de US$ 500.000 em vendas de ingressos, com um público de 9.500 pessoas, e recebeu 220.000 compras de pay-per-view. Este evento ajudou a WWE a aumentar sua receita de pay-per-view em US$ 4,7 milhões em comparação com o ano anterior.

## Produção

### Introdução
O Dia do Julgamento foi realizado pela primeira vez pela World Wrestling Entertainment (WWE) como o 25º pay-per-view (PPV) In Your House em outubro de 1998. Em seguida, retornou em maio de 2000 como seu próprio evento, estabelecendo o Judgment Day como o PPV anual de maio da promoção. O evento de 2005 foi o sétimo evento na cronologia do Dia do Julgamento e foi realizado em 22 de maio no Target Center em Minneapolis, Minnesota. Assim como o evento do ano anterior, contou com lutadores exclusivamente do SmackDown! marca.

## Resultados
| Nº                                          | Resultados                                                                     | Estipulações                                        | Tempo |
| ------------------------------------------- | ------------------------------------------------------------------------------ | --------------------------------------------------- | ----- |
| Heat                                        | Nunzio derrotou Akio                                                           | Luta individual                                     | 3:29  |
| 1                                           | MNM (Joey Mercury e Johnny Nitro) (c) derrotaram Hardcore Holly e Charlie Haas | Luta de duplas pelo WWE Tag Team Championship       | 8:04  |
| 2                                           | Carlito (com Matt Morgan) derrotou Big Show                                    | Luta individual                                     | 4:40  |
| 3                                           | Paul London (c) derrotou Chavo Guerrero                                        | Luta individual pelo WWE Cruiserweight Championship | 10:41 |
| 4                                           | Booker T derrotou Kurt Angle                                                   | Luta individual                                     | 14:09 |
| 5                                           | Orlando Jordan (c) derrotou Heidenreich                                        | Luta individual pelo WWE United States Championship | 4:54  |
| 6                                           | Rey Mysterio derrotou Eddie Guerrero por desqualificação                       | Luta individual                                     | 18:31 |
| 7                                           | John Cena (c) derrotou John "Bradshaw" Layfield                                | Luta "I Quit" pelo WWE Championship                 | 24:02 |
| (c) – Refere-se aos campeões antes da luta. |                                                                                |                                                     |       |